# NGC 3588/1
NGC 3588/1 је спирална галаксија у сазвежђу Лав која се налази на NGC листи објеката дубоког неба.
Деклинација објекта је + 20° 23' 11" а ректасцензија 11h 14m 2,4s. Привидна величина (магнитуда) објекта NGC 3588 износи 14,4 а фотографска магнитуда 15,3. NGC 35881 је још познат и под ознакама UGC 6264, MCG 4-27-9, CGCG 126-11, PGC 34219.